# Havnar Bóltfelag
Havnar Bóltfelag, ofta förkortat HB eller HB Tórshavn, är en färöisk fotbollsklubb från staden Tórshavn, och grundades 1904. 

## Meriter
- Färöiska mästare:[2]
  - Vinnare (24): 1955, 1960, 1963, 1964, 1965, 1971, 1973, 1974, 1975, 1978, 1981, 1982, 1988, 1990, 1998, 2002, 2003, 2004, 2006, 2009, 2010, 2013, 2018, 2020
- Färöiska cupen:[3]
  - Vinnare (30): 1955, 1957, 1959, 1962, 1963, 1964, 1968, 1969, 1971, 1972, 1973, 1975, 1976, 1978, 1979, 1980, 1981, 1982, 1984, 1987, 1988, 1989, 1992, 1995, 1998, 2004, 2019, 2020, 2023, 2024
  - Finalister (14): 1958, 1960, 1965, 1966, 1970, 1974, 1991, 1993, 1996, 2000, 2002, 2007, 2014, 2018
- Färöiska supercupen:[4]
  - Vinnare (4): 2008, 2009, 2018, 2021
  - Finalister (3): 2006, 2011, 2013

## Placering tidigare säsonger
| Säsong | Nivå | Liga            | Placering | Webbplats | Färöiska cupen |
| ------ | ---- | --------------- | --------- | --------- | -------------- |
| 2010   | 1    | Vodafonedeildin | 1         | [ 5 ]     |                |
| 2011   | 1    | Vodafonedeildin | 8         | [ 6 ]     |                |
| 2012   | 1    | Effodeildin     | 3         | [ 7 ]     |                |
| 2013   | 1    | Effodeildin     | 1         | [ 8 ]     |                |
| 2014   | 1    | Effodeildin     | 2         | [ 9 ]     | Finalist       |
| 2015   | 1    | Effodeildin     | 4         | [ 10 ]    |                |
| 2016   | 1    | Effodeildin     | 5         | [ 11 ]    |                |
| 2017   | 1    | Effodeildin     | 5         | [ 12 ]    |                |
| 2018   | 1    | Betrideildin    | 1         | [ 13 ]    | Finalist       |
| 2019   | 1    | Betrideildin    | 4         | [ 14 ]    | CUP            |
| 2020   | 1    | Betrideildin    | 1         | [ 15 ]    | CUP            |
| 2021   | 1    | Betrideildin    | 2         | [ 16 ]    |                |
| 2022   | 1    | Betrideildin    | 3         | [ 17 ]    |                |
| 2023   | 1    | Betrideildin    | 3         | [ 18 ]    |                |
| 2024   | 1    | Betrideildin    | 3         | [ 19 ]    | CUP            |

### Fotnoter
1. ↑  ”Arkiverade kopian”. Arkiverad från originalet den 17 augusti 2018. https://web.archive.org/web/20180817023244/http://www.in.fo/itrottur/sport-detail/hb-hevur-sett-nyggjan-venjara/. Läst 17 juli 2019.
2. ↑  http://www.rsssf.com/tablesf/farchamp.html
3. ↑  http://www.rsssf.com/tablesf/farcuphist.html
4. ↑  http://www.rsssf.com/tablesf/farsupcuphist.html
5. ↑  http://www.rsssf.com/tablesf/far2010.html
6. ↑  http://www.rsssf.com/tablesf/far2011.html
7. ↑  http://www.rsssf.com/tablesf/far2012.html
8. ↑  http://www.rsssf.com/tablesf/far2013.html
9. ↑  http://www.rsssf.com/tablesf/far2014.html
10. ↑  http://www.rsssf.com/tablesf/far2015.html
11. ↑  http://www.rsssf.com/tablesf/far2016.html
12. ↑  http://www.rsssf.com/tablesf/far2017.html
13. ↑  http://www.rsssf.com/tablesf/far2018.html
14. ↑  http://www.rsssf.com/tablesf/far2019.html
15. ↑  http://www.rsssf.com/tablesf/far2020.html
16. ↑  http://www.rsssf.com/tablesf/far2021.html
17. ↑  http://www.rsssf.com/tablesf/far2022.html
18. ↑  http://www.rsssf.com/tablesf/far2023.html
19. ↑  http://www.rsssf.com/tablesf/far2024.html